# Ахалубані
Ахалубані (груз. ახალუბანი) — село в Грузії.
За даними перепису населення 2014 року в селі проживає 251 особа.